# Ана Комнин (сестра цара Андроника I)
Ана Комнин (грч. Αννα Κομνηνη, рођена око 1116) је била византијска принцеза, унука цара Алексија I Комнина и сестра цара Андроника I Комнина.
Подаци о Ани су изузетно оскудни, а њено име је познато из песме Николаса Каликла Познато је да је рођена око 1116. године и да је била ћерка севастократора Исака Комнина и његове жене Ирене. Анин отац је био млађи брат цара Јована II Комнина, па је стога била унука цара Алексија I Комнина и његове жене Ирине Дука. Поред тога што је била братаница цара Јована II Комнина, Ана је била и сестра од стрица цара Манојла I Комнина. Поред тога, њен млађи брат је био византијски цар Андроник I Комнин.
Око 1130. године Ана Комнина се удала за севаста Јована Арвандина, који се помиње међу зетовима цара Манојла I Комнина присутним на синоду од 6. марта 1166. године, као муж цареве рођаке. 
Познато је да су Ана и Јован Арвандин имали најмање једног сина, Исака Комнина, рођеног око 1140. и умро око 1190. године.
Три печата исте врсте Ане Комнине пронађена су у јужној Бугарској - први потиче из региона Нове и Старе Загоре, други је из села Подкова, Карџалијска област, а трећи - из Поморија. Сва три примерка су била ишарана истим булотирионом и приказивала Ану искључиво као Исакову ћерку и рођака цара Јована II, дозвољавајући да се печати датирају између 1130. и 1143. године.